# Battaglia di Skopje
La battaglia di Skopje (in bulgaro битка при Скопие?) fu combattuta nelle vicinanze di Skopje, nell'attuale Macedonia del Nord, nel 1004, tra bizantini e bulgari, e si concluse con la vittoria dei primi.

## Antefatti
Basilio II Bulgaroctono nel 1003 iniziò una campagna contro l'Impero bulgaro e dopo otto mesi d'assedio, egli riuscì a conquistare l'importante città di Vidin, che si trova a nord-ovest dell'attuale Bulgaria. La risposta bulgara si fece sentire, con delle scaramucce vicino ad Adrianopoli, ma Basilio II non si volle distaccare dal suo scopo, e attraversò la valle della Moravia e li distrusse molti castelli bulgari. Quando Basilio II raggiunse la periferia di Skopie egli venne a sapere che l'accampamento dell'esercito bulgaro era situato molto vicino dall'altro lato del fiume di Vardar.

## La battaglia
Samuele di Bulgaria quando fece costruire l'accampamento bulgaro non aveva contato le acque alte del fiume e non aveva preso nessuna precauzione seria per assicurarsi che l'accampamento fosse sicuro. Le circostanze sono a noi sconosciute, si pensa che fossero simili a quelle della battaglia dello Spercheo ed il piano d'azione della lotta simile. I bizantini riuscirono a trovare un guado, attraversando il fiume e da qui attaccarono i bulgari. I bulgari presi di sorpresa non potevano resistere efficacemente ai bizantini, quindi lasciando l'accampamento e la tenda dell'Imperatore Samuele nelle mani dei bizantini.

## Conseguenze della battaglia di Skopje
I bizantini non poterono però trarre alcun vantaggio serio dalla loro vittoria. L'esercito bizantino marciò verso est, fino ad arrivare a Pernik, e qui iniziarono ad assediare questa città. L'assedio si rivelò un disastro e Basilio II fu costretto a tornare indietro nella sua capitale, Costantinopoli.